# William S. Denison
William S. Denison (ur. 1794, zm. 1880)  – amerykański farmer wyznania baptystycznego, główny donator Uniwersytetu w stanie Ohio nazwanego na jego cześć Uniwersytetem Denisona.

## Życiorys
Urodził się w Colrain w stanie Massachusetts 13 listopada 1794 roku jako najmłodsze z ósemki dzieci. Jego rodzina pochodziła z Stonington w stanie Connecticut. Denisonowie przenieśli się do Ohio w 1810 osiadając w Putnam w hrabstwie Muskingum, a następnie osiedlili się w Zanesville. Denison studiował w Uniwersytecie stanowym naukowe metody uprawy ziemi. Po zakończeniu studiów Denison zakupił około 1500 akrów ziemi uprawnej. Był długoletnim członkiem kościoła Salem Baptist Church w Adamsville. W 1853 William S. Denison przekazał 10 000 dolarów na rzecz baptystycznej uczelni Granville College. Honorując to zaangażowanie Denisona w rozwój placówki, zarząd jednomyślnie zmienił nazwę instytucji na Denison University. W tym czasie zadecydowano o przeniesieniu uczelni na miejsce, gdzie było by możliwe zakupienie kolejnych działek pod nowe budynki uczelni w miejscowości Granville. Denison zmarł w 1880 roku.